# Mei Xiwen
Mei Xiwen, chiń. 梅希文 (ur. 8 października 1982 w Hubei) – chiński snookerzysta.
Pierwszy sukces odniósł w China Open 2007. Dostał dziką kartę, w rozgrywkach dzikich kart pokonał Alfreda Burdena, a w rundzie zasadniczej przegrał z Shaunem Muprhym.
W sezonie 2009/2010 zadebiutował w Asian Championship w Tangshanie. Doszedł do finału, w którym przegrał z Jamesem Wattaną.
W 2010 dostał dziką kartę do turnieju Shanghai Masters 2010. W rundzie dzikich kart wygrał 5-1 z Mikiem Dunnem, w kolejnej rundzie przegrał z Markiem Selbym 2-5. Jest autorem najwyższego breaka spotkania – 99.